# Гильдебрандт, Георгий Фридрихович
Георгий Фридрихович (Фёдорович) Гильдебрандт (1882—1943, Тунис) — капитан 1-го ранга Русского императорского флота, кавалер Георгиевского оружия (1917).

## Биография
Георгий Гильдебрандт родился 24 февраля (8 марта) 1882 года в семье военного врача Фёдора (Фридриха) Михайловича фон Гильдебрандта (1831—1905), вышедшего в 1891 году в отставку в чине действительного статского советника, и Надежды Степановны, урождённой Ивковой (1837 — после 1918), дочери морского офицера Степана Андреевича Ивкова.
Зачислен на военную службу во флот в 1898 году, в 1901 году окончил Морской кадетский корпус и 6 мая 1901 года произведён в мичманы. Назначенный на Балтийский флот во 2-й флотский экипаж, совершил заграничные плавания в 1901—1903 годах на крейсере 1-го ранга «Герцог Эдинбургский» и в 1903—1904 годах — на крейсере 1-го ранга «Генерал-Адмирал».
Участник Русско-японской войны. В 1904 году назначен вахтенным начальником транспорта «Киев», а в 1905 году — младшим флаг-офицером заведующего отрядом транспортов 2-й эскадры флота Тихого океана. 6 апреля 1905 года переведён вахтенным начальником на крейсер 2-го ранга «Алмаз» и 17 апреля того же года произведён в лейтенанты. Участвовал в Цусимском сражении. Крейсер «Алмаз» был одним из немногих кораблей эскадры, благополучно прорвавшихся во Владивосток.
После окончания Русско-японской войны и возвращения в Европу переведён в 1906 году на Черноморский флот. В 1908 году назначен на линейный корабль «Слава», с экипажем которого во время плавания в Средиземное море участвовал в спасательных работах в Мессине. В 1909 году окончил Офицерский артиллерийский класс с назначением артиллерийским офицером I разряда в 1-й Балтийский флотский экипаж.
10 апреля 1911 года произведён в старшие лейтенанты. 28 января 1913 года переведён в Черноморский флотский экипаж и назначен старшим офицером канонерской лодки «Донец», а 26 октября того же года назначен исправляющим должность старшего офицера на линейный корабль «Ростислав». 6 декабря 1913 года «за отличие по службе» произведён в капитаны 2-го ранга с утверждением в должности.
Участник Первой мировой войны. 15 июня 1915 года назначен командиром посыльного судна «Колхида». В 1916—1917 годах командовал эскадренным миноносцем «Капитан-лейтенант Баранов».
Приказом командующего флотом от 18 октября 1916 года, утверждённым высочайшим приказом по морскому ведомству 9 января 1917 года, награждён Георгиевским оружием.
25 декабря 1917 года произведён в капитаны 1-го ранга.
После Октябрьской революции присоединился к Белому движению. В Вооружённых силах Юга России и Русской армии до эвакуации Крыма. Ушёл с эскадрой в Бизерту, в 1921—1922 годах командовал посыльным судном «Якут», а с 1922 по 1924 год состоял при штабе командующего Русской эскадрой.
После расформирования эскадры в 1924 году отказался принимать французское гражданство, оставаясь русскоподданным. С 1936 года возглавлял «Культовую ассоциацию православных Бизерты», под патронажем которой в Бизерте был построен православный храм — памятник кораблям Русской эскадры.
Скончался в городе Тунисе 7 апреля 1943 года.

## Награды
- Орден Святой Анны 3-й степени с мечами и бантом (4 июня 1905 года)
- Орден Святого Станислава 2-й степени (6 декабря 1911 года)
- Орден Святой Анны 2-й степени (6 декабря 1914 года, мечи к этому ордену пожалованы 18 мая 1915 года)
- Георгиевское оружие (9 января 1917 года)